# Галотерапія
Галотерапія (грец. Hals — сіль + грец. therapeias — лікування; інколи галоаерозольна терапія) — метод лікування, що базується на створенні у повітрі аерозолю кам'яної солі,  методом формування природного чи штучного мікроклімату.

## Механізм дії
Основним фактором, що впливає на здоров'я людини, що знаходиться у соляній кімнаті, є дихальне середовище, насичене сухим високодисперсним аерозолем солі. Перебування в такому середовищі сприяє насиченню клітин корисними іонами, що приводить до відновлення функції легенів, а мікрофлора дихальних шляхів очищується від пилу і шкідливих бактерій.